# Elphos lutulenta
Elphos lutulenta là một loài bướm đêm trong họ Geometridae.